# Augusto Fornari
Augusto Fornari (Tivoli, 4 febbraio 1969) è un attore italiano.

## Biografia
Inizia il suo percorso teatrale recitando in spettacoli parrocchiali per poi trasferirsi a Parigi dove studia all’Atelier de la Souris di Bepi Monai e poi al Conservatoire Nationale d’Art Dramatique come auditore nei corsi di Mario Gonzalez. Dopodiché torna in Italia dove si diploma al Laboratorio di esercitazioni sceniche diretto da Gigi Proietti e si perfeziona con Luca Ronconi presso il Teatro Argentina di Roma. Continua poi la sua formazione seguendo laboratori diretti da Peter Stein, Geraldine Baron e Doris Hinks, dell’Actors studio.
Dopo la formazione intraprende un percorso artistico che lo vede impegnato sul fronte teatrale, televisivo e cinematografico. 
Dopo aver lavorato in Francia (L'Avaro, per la regia di Delmiro Iglesias e Monsieur de Pourcegnac, regia Jean François Tracq) fonda un gruppo teatrale, “I Picari” per cui scrive e dirige spettacoli per dieci anni, tra cui La Bibbia in meno di 90 minuti, Shakespeare per attori cani e Opera Comica. Lavora al Verso Peer Gynt, regia di Luca Ronconi. È protagonista al Teatro Sistina di Roma con I Figli della Lupa, con Valeria Moriconi, commedia musicale di Gigi Magni, musiche di Nicola Piovani e regia di Pietro Garinei. Poi è Sancio Panza nel Don Chisciotte di Maurizio Scaparro. Ancora con Valeria Moriconi è co-protagonista de La nemica, per la regia di Mario Missiroli. Nel 2003 è protagonista insieme a Rossella Falk, Fiorella Rubino e Luciano Virgilio de La bugiarda, per la regia di Rossella Falk. Scrive ed interpreta Amnesie di un viaggiatore senza biglietto, con cui gira l’Italia dal 2010, Fratello unico e L'arte della truffa, entrambi con il fratello Toni Fornari. Dal 2010 collabora con il Teatro Golden per il cui cartellone scrive, interpreta e dirige spettacoli di successo come Ritorno al presente, Amleto contro la Pantera Rosa, Il Prete e il Bandito, Terapia Terapia, Finché giudice non ci separi e La casa di famiglia. Scrive un'opera in versi La ballata dell'amore disonesto, per le musiche di Germano Mazzocchetti, prodotta da Nicola Piovani. Insieme a Toni Fornari e a Silver scrive un musical su Lupo Alberto, In bocca al lupo... e basta!.
Nel 2019-2020 ricopre il ruolo di Cosimo nella prima versione teatrale del film di Mario Monicelli I soliti ignoti, portato in scena al Teatro Ambra Jovinelli di Roma, con la regia di Vinicio Marchioni.
Al cinema debutta nel 2001 con la regia di Ettore Scola in Concorrenza sleale e, nel 2003, sempre diretto da Scola in Gente di Roma. Con Pupi Avati, nel 2005, in Ma quando arrivano le ragazze?, con Woody Allen, nel 2012, in To Rome with Love e Basilicata coast to coast, del 2010, di e con Rocco Papaleo. È co-protagonista, insieme a Michele Placido, Pietro Sermonti e Anna Valle, di Solometro, opera prima del regista genovese Marco Cucurnia. Ha partecipato, nel 2015, al film di Carlo Vanzina Torno indietro e cambio vita, con Ricky Memphis, Raoul Bova, Paola Minaccioni e Max Tortora. Nel 2015 ha recitato nell’ultimo film di Massimiliano Bruno Gli ultimi saranno ultimi, con Paola Cortellesi, Alessandro Gassmann e Fabrizio Bentivoglio. Due suoi testi teatrali scritti insieme a Toni Fornari, Andrea Maia e Vincenzo Sinopoli diventano film per il cinema: Finché giudice non ci separi, di cui è protagonista insieme a Francesca Inaudi e La casa di famiglia, del 2017, che segna il suo debutto alla regia cinematografica.
In televisione ha partecipato a fiction e film TV. Tra i suoi ultimi lavori: Questo nostro amore anni 70, Sarò sempre tuo padre, Questo nostro amore, Boris la serie, Il commissario Manara, Il campione e il bandito, Le mille e una notte, Nero a metà 2.
Ha lavorato come mimo nel Benvenuto Cellini di Berlioz, regia Gigi Proietti. Nel 2012 dirige la sua prima opera lirica La Bohème di Giacomo Puccini al Teatro Carlo Felice di Genova. Allestimento che verrà ripreso nel 2014 e nel 2019. Ancora al Teatro Carlo Felice con un adattamento e regia de La vedova allegra nel 2015, nella quale interpreta anche Njegus.
Nel 2019 scrive insieme al trasformista Luca Lombardo lo spettacolo teatrale Poubelle, la magia oltre ogni immaginazione firmando anche la regia. Spettacolo che verrà rappresentato anche all'estero.
Da oltre quindici anni si dedica anche all’insegnamento. Insegna al Laboratorio di Arti Sceniche di Massimiliano Bruno, al Cantiere Teatrale di Paola Tiziana Cruciani, al Teatro Golden Academy diretto da Laura Ruocco. Ha diretto stage di formazione teatrale a Milano, Roma, Padova, Firenze, Napoli e Catania. Dirige stage per cantanti lirici e performer. Ha diretto seminari di formazione per i clown-dottori dell’Associazione Ridere-Per-Vivere. Ha sviluppato un suo metodo di lavoro, L’Attore Creativo, che parte dal lavoro con la maschera fino alla messa in scena di un testo.
Nel 2019, nel 2022 e nel 2025 recita in tre film diretti dal fratello, Finché giudice non ci separi, Ritorno al presente e A Capodanno tutti da me; dei primi due film è anche sceneggiatore.

## Filmografia

### Cinema

#### Attore
- Le faremo tanto male, regia di Pino Quartullo (1998)
- Concorrenza sleale, regia di Ettore Scola (2001)
- Gente di Roma, regia di Ettore Scola (2003)
- Ma quando arrivano le ragazze?, regia di Pupi Avati (2005)
- SoloMetro, regia di Marco Cucurnia (2007)
- Alza la testa, regia di Alessandro Angelini  (2009)
- Basilicata coast to coast, regia di Rocco Papaleo (2010)
- La bellezza del somaro, regia di Sergio Castellitto (2010)
- To Rome with Love, regia di Woody Allen (2012)
- Il principe abusivo, regia di Alessandro Siani (2013)
- La voce - Il talento può uccidere, regia di Augusto Zucchi (2013)
- Benur - Un gladiatore in affitto, regia di Massimo Andrei (2013)
- Leone nel basilico, regia di Leone Pompucci (2014)
- Torno indietro e cambio vita, regia di Carlo Vanzina (2015)
- Gli ultimi saranno ultimi, regia di Massimiliano Bruno (2015)
- Beata ignoranza, regia di Massimiliano Bruno (2017)
- Finché giudice non ci separi, regia di Toni Fornari e Andrea Maia (2018)
- Ritorno al presente, regia di Toni Fornari e Andrea Maia (2022)
- La guerra dei nonni, regia di Gianluca Ansanelli (2023)

#### Regista
- La casa di famiglia (2017)

#### Sceneggiatore
- Ritorno al presente, regia di Toni Fornari e Andrea Maia (2022)
- Finché giudice non ci separi, regia di Toni Fornari e Andrea Maia (2018)

### Televisione

#### Attore
- Tutti gli uomini sono uguali – serie TV (1997)
- Villa Ada, regia di Pier Francesco Pingitore – film TV (1999)
- Un medico in famiglia, regia di Riccardo Donna – serie TV (episodio 1x27, 1999)
- Questa casa non è un albergo – serie TV (2000)
- Non lasciamoci più 2 – serie TV (2001)
- Mozart è un assassino, regia di Sergio Martino – film TV (2002)
- Una famiglia in giallo – serie TV (2005)
- Buttafuori, regia di Giacomo Ciarrapico – sitcom, episodio 1x03 (2006)
- 7 vite – sitcom, 1 episodio (2008)
- Il commissario Manara – serie TV (2009-2011)
- Due imbroglioni e... mezzo!, regia di Franco Amurri – miniserie TV, episodio 4 (2010)
- Boris – serie TV, 4 episodi (2010)
- La leggenda del bandito e del campione, regia di Lodovico Gasparini – miniserie TV (2010)
- Sarò sempre tuo padre, regia di Lodovico Gasparini – miniserie TV (2011)
- Mai per amore, regia di Marco Pontecorvo – miniserie TV, episodio 2 (2012)
- Questo nostro amore – serie TV (2012)
- Le mille e una notte - Aladino e Sherazade, regia di Marco Pontecorvo – miniserie TV (2012)
- Il coraggio di vincere, regia di Marco Pontecorvo – film TV (2017)
- Nero a metà 2 – serie TV (2020)
- Nero a metà – serie TV, episodi 3x01-3x02 (2022)
- Mike, regia di Giuseppe Bonito – miniserie TV (2024)
- A Capodanno tutti da me, regia di Toni Fornari e Andrea Maia – film TV (2025)

## Teatro
- Telefonami in teatro, regia di Nora Venturini
- Il cappello di carta di G. Clementi, regia di Nora Venturini
- Il buono, il brutto, il cattivo e la band, con la compagnia del Piccoletto di Roma, diretta da Ettore Scola
- Tutto il sesso in 90 minuti (escluso i preliminari), con il gruppo de I Picari
- Opera Comica (tutta l'opera in meno di 90 minuti), con il gruppo de I Picari
- Shakespeare per attori cani (tutto Shakespeare in 90 minuti), con il gruppo de I Picari
- La Bibbia in 90 minuti, con il gruppo de I Picari
- I tre compari di e regia di D. Costantini (2000)
- I figli della lupa di G. Magni, regia di Pietro Garinei (2001-2002)
- Le confidenze del pene, regia di Anna Di Francisca (2002)
- La nemica di D. Niccodemi, regia di M. Missiroli
- La bugiarda di D. Fabbri, regia di Rossella Falk (2004-2005)
- Don Chisciotte, regia di Maurizio Scaparro (2005-2006)
- Cose di casa, regia di Paola Tiziana Cruciani (2009)
- I due ladroni di P. De Silva, regia di Augusto Fornari
- Fratelli d'Italia di e con Augusto Fornari e Toni Fornari (2010)
- Amnesie di un viaggiatore senza biglietto di e con Augusto Fornari, regia di M. Giovanetti (2010)
- Amleto contro la Pantera Rosa di e regia di Augusto Fornari
- Lo sfascio di Saverio Di Biagio e Giovanni Clementi (2013)
- Il prete e il bandito di e con Augusto Fornari (2013)
- Fratelli d'Italia di Augusto Fornari e Toni Fornari, regia di Augusto Fornari, con Toni Fornari e Stefano Fresi (2014)
- Ritorno al presente di e regia di Augusto Fornari (2015)
- Finché giudice non ci separi di e regia di Augusto Fornari (2016-2018, 2025)
- Sogno di una notte di mezza estate di William Shakespeare, regia di Massimiliano Bruno, con Augusto Fornari, Stefano Fresi, Paolo Ruffini (2019)
- I soliti ignoti, regia di Vinicio Marchioni (2019)
- Amnesie di un viaggiatore senza biglietto di e regia di Augusto Fornari (2023)
- L'arte della truffa di Augusto Fornari, Toni Fornari, Andrea Maia, Vincenzo Sinopoli, regia di Augusto Fornari (2023-in corso)